# الطيب زين العابدين
الطيب زين العابدين محمد علي سالم (1939 – 14 مايو 2020) أكاديمي ومفكر سياسي سوداني، وأستاذ العلوم السياسية بجامعة الخرطوم. رحل عن عمر ناهز 81 عاماً، عُرف بمواقفه المؤيدة للديمقراطية والتعايش السلمي، وكتب في نقد الإسلام السياسي والحكم العسكري.

## النشأة والتعليم
وُلد الطيب زين العابدين عام 1939 في مدينة الدويم بولاية النيل الأبيض، وتلقّى تعليمه الأولي والوسيط بها، ثم التحق بمعهد بخت الرضا حيث تخرج معلماً في منتصف الخمسينيات. لاحقاً واصل دراسته بجامعة الخرطوم، وحصل منها على درجة البكالوريوس في الآداب عام 1968. نال درجة الماجستير في العلوم السياسية من جامعة لندن (مدرسة الدراسات الشرقية والأفريقية) عام 1971، ثم درجة الدكتوراه من جامعة كامبردج عام 1975، وكانت أطروحته حول تاريخ اليمن السياسي.

## المسيرة الأكاديمية
بدأ الطيب زين العابدين حياته المهنية معلمًا في معهد بخت الرضا، ثم عمل في مكتبة التسليف التابعة للمعهد. خضع لاحقًا لتدريب في كلية الفنون الجميلة بالمعهد الفني، حيث درس الخط والرسم والفنون التشكيلية لمدة عامين. بعد عودته، عمل معلمًا لمواد الفنون والأشغال اليدوية بمدرسة الدويم الريفية الوسطى، قبل أن يدرس الشهادة السودانية كطالب منازل، ويلتحق بجامعة الخرطوم، كلية الآداب، حيث نال درجة البكالوريوس عام 1968 ، وعمل أيضاً مدرسًا لفترة قصيرة بمدرسة التجارة الثانوية، ثم بكلية الفنون، قبل أن يُعيَّن مساعد تدريس في قسم العلوم السياسية بجامعة الخرطوم عام 1969. ابتُعث إلى بريطانيا، وحصل على درجة الماجستير من جامعة لندن (مدرسة الدراسات الشرقية والأفريقية) عام 1971، ثم درجة الدكتوراه من جامعة كامبردج عام 1975، وكانت أطروحته حول تاريخ اليمن السياسي. بعد عودته التحق بمعهد الدراسات الأفريقية والآسيوية بجامعة الخرطوم، حيث عمل أستاذًا جامعيًا و في عام 1997م حاز على درجة الأستاذية و تم تعيينه بقسم العلوم السياسية بجامعة الخرطوم.

## المهام الإدارية والأنشطة الفكرية
شغل زين العابدين منصب مدير المركز الإسلامي الأفريقي بالانتداب، وانتُدب أستاذًا زائرًا بجامعة برمنغهام في المملكة المتحدة عام 1978. بين عامي 1990 و1995، عمل في الجامعة الإسلامية العالمية في باكستان، حيث تولى منصب نائب الرئيس للشؤون الأكاديمية وعميد كلية الشريعة والقانون. كما عاد إليها لاحقًا لفترة أخرى، قبل أن يستقر مجددًا بجامعة الخرطوم.
شارك في تأسيس مجلس التعايش الديني بالسودان، وعمل سكرتيرًا عامًا له، وهي مؤسسة طوعية جمعت قيادات دينية من المسلمين والمسيحيين. كما شغل أدوارًا فكرية واستشارية في عدد من المؤسسات البحثية والأكاديمية داخل السودان وخارجه.

## النشاط السياسي
انخرط الطيب زين العابدين في صفوف الحركة الإسلامية في وقت مبكر من حياته، وكان من أبرز قياداتها الفكرية والتنظيمية خلال سبعينيات وثمانينيات القرن العشرين. شغل منصب رئيس مجلس شورى الحركة الإسلامية خلال الفترة من 1978 إلى 1984، وبعد عودته إلى السودان تعرض للاعتقال لمدة حوالي 22 شهرًا خلال فترة حكم الرئيس جعفر نميري، قبل أن يُفرج عنه عقب اتفاق المصالحة الوطنية بين نميري وبعض أطراف المعارضة. اتخذ لاحقًا مواقف ناقدة لأداء الحركة، وعبّر عن معارضته لانقلاب 30 يونيو 1989 قبل وقوعه، محذرًا من عواقبه على الديمقراطية والحريات العامة وفي عام 2013، كان من بين المؤسسين لحزب الحركة الوطنية للتغيير، وتولى لاحقًا رئاسة لجنة تسييره.

## النشاط الفكري والمؤلفات
عٌرف الطيب زين العابدين بكتاباته الجريئة في نقد الإسلام السياسي والحكم العسكري، ودعوته المستمرة إلى الديمقراطية والتعددية والتعايش السلمي. ظل من الداعمين للثورة السودانية التي انطلقت في ديسمبر 2018، حيث كتب مقالات خلال أحداث الثورة دعا فيها الجيش للانحياز إلى الشعب. واصل التعبير عن مواقفه السياسية حتى أيامه الأخيرة، رغم معاناته مع المرض خلال إقامته العلاجية في بريطانيا.للبروفيسور الطيب زين العابدين عدة مؤلفات بارزة تناولت السياسة السودانية والحركة الإسلامية وقضايا الإسلام والتعايش الديني ومن أبرز مؤلفاته :
- مقالات عن الحركة الإسلامية في السودان – دراسة نقدية لتجربة الإسلاميين السودانيين[10]
- دارفور: حصاد الأزمة بعد عقد من الزمان – تناول فيه جذور أزمة دارفور وتطوراتها السياسية والإنسانية[11]
- الديمقراطية التوافقية: الطريق للاستقرار السياسي في السودان – عرض فيه رؤيته حول سبل تحقيق استقرار ديمقراطي دائم[12]
- ساهم أيضًا بتحرير كتب مثل: وثيقة حقوق الإنسان في السودان، والقانون الجنائي السوداني ، والإسلام في السودان[13]

كما نُشرت له مقالات وبحوث في عدد من الصحف والمواقع داخل السودان وخارجه، تناول فيها قضايا الفكر والسياسة والدين والمجتمع من بينها :
- إضاءة سودانية: حيرة الإسلاميين الديمقراطيين [14]
- الإسلام والتطرف الديني [15]
- المجلس العسكري يقف عاريا وحده كما ولدته أمه[16]
- التهنئة للشعب بالظفر ومساهمة متواضعة من بعد[17]
- القضايا العالقة بين السودَانَينِ.. الطريق إلى السلام أو الصراع[18]
- مستقبل الحوار الوطني في السودان[19]
- مؤتمر واشنطن: تطبيع السودان مع أميركا[20]
- الحريات لا الإرهاب جوهر النزاع في الخليج[21]
- قراءة في تشكيلة حكومة البشير القديمة/ الجديدة[22]

## الحياة الشخصية
عُرف الطيب زين العابدين ببساطته في التعامل واهتمامه بالفنون والرياضة، حيث مارس كرة السلة وكرة الطائرة ورياضة الاسكواش، وكان شغوفًا بالفنون والخط العربي. فضل الاستماع إلى بعض الفنانين السودانيين القدامى مثل عثمان حسين وعبد العزيز داؤود ومحمد وردي، دون أن يكون متابعًا دائمًا للأغاني. أحب القراءة وإقتناء الكتب، وضمّت مكتبته أكثر من عشرة آلاف كتاب.

## الوفاة
تُوفي البروفيسور الطيب زين العابدين يوم الخميس 14 مايو 2020، بعد معاناة مع المرض، وكان قد سافر إلى مدينة برايتون بالمملكة المتحدة لتلقي العلاج ، وقد نعاه عدد من الأكاديميين والسياسيين بجانب الوزراء والإعلاميين السودانيين، مشيرين إلى إسهاماته في الساحة الفكرية والسياسية، ومواقفه المؤيدة للديمقراطية والحريات العامة. كما نعته عدد من الجمعيات والمعاهد والروابط المحلية و الإقليمية، منها الاتحاد العالمي لعلماء المسلمين ومؤسسات فكرية وثقافية في الوطن العربي.

## قائمة المصادر والمراجع
1. ↑  "مؤتمر واشنطن: تطبيع السودان مع أميركا". الجزيرة. 15 يوليو 2009. مؤرشف من الأصل في 2024-07-24. اطلع عليه بتاريخ 2025-07-14.
2. 1 2  "السودان.. وفاة القيادي الإسلامي الطيب زين العابدين". www.aa.com.tr. اطلع عليه بتاريخ 2025-07-14.
3. 1 2  Ahmed (0001-11-30). "صحيفة المجهر السياسي السودانية - بروف "الطيب زين العابدين": كلّ السلطات الماليَّة عند زوجتي!!". صحيفة المجهر السياسي السودانية. اطلع عليه بتاريخ 2025-07-14. {{استشهاد ويب}}: تحقق من التاريخ في: |تاريخ= (مساعدة)
4. ↑  عارف، يقول (14 مايو 2020). "الأستاذ الطيب زين العابدين... في رحاب الله - النيلين". www.alnilin.com. مؤرشف من الأصل في 2020-05-27. اطلع عليه بتاريخ 2025-07-14.
5. ↑  "في الرد على بروفيسور الطيب زين العابدين". مؤرشف من الأصل في 2025-06-13. اطلع عليه بتاريخ 2025-07-15.
6. ↑  Ahmed (10 فبراير 2019). "صحيفة المجهر السياسي السودانية - بروفيسور "الطيب زين العابدين" يقدم تحليلاً للمشهد السياسي في حوار مع (المجهر السياسي) :( 2 من 2)". صحيفة المجهر السياسي السودانية. اطلع عليه بتاريخ 2025-07-15.
7. ↑  Editor (14 مايو 2020). "وفاة البروفيسور الطيب زين العابدين". أوبن سودان. مؤرشف من الأصل في 2025-05-13. اطلع عليه بتاريخ 2025-07-14. {{استشهاد ويب}}: |مؤلف= باسم عام (مساعدة)
8. ↑  "مقابلة - الطيب زين العابدين رئيس "الحركة الوطنية للتغير" في السودان يدعو للحوار حول مستقبل السودان". مونت كارلو الدولية / MCD. 4 نوفمبر 2013. اطلع عليه بتاريخ 2025-07-15.
9. ↑  "رئيس «الحركة الوطنية للتغيير» : نحاول كإسلاميين إصلاح ما أفسد النظام.. «إنه الأفشل في تاريخ السودان»". صحيفة الراكوبة. 0001-11-30. اطلع عليه بتاريخ 2025-07-15. {{استشهاد ويب}}: تحقق من التاريخ في: |تاريخ= (مساعدة)
10. ↑  الطيب، زين العابدين، (2003). مقالات عن الحركة الإسلامية في السودان. الدار السودانية للكتب،. ISBN:978-977-353-023-5.
11. ↑  العابدين، محمد ، الطيب زين (2013). دارفور ، حصاد الأزمة بعد عقد من الزمان. الدار العربية للعلوم - ناشرون،. ISBN:978-614-01-1052-6.
12. ↑  "الديمقراطية التوافقية : الطريق للاستقرار السياسي في السودان". dev.emarefa.net. اطلع عليه بتاريخ 2025-07-14.
13. 1 2  الراكوبة 2، محررو (14 مايو 2020). "البروفيسور الطيب زين العابدين في ذمة الله". صحيفة الراكوبة. اطلع عليه بتاريخ 2025-07-14.{{استشهاد ويب}}:  صيانة الاستشهاد: أسماء عددية: قائمة المؤلفين (link)
14. ↑  البيان. "إضاءة سودانية، حيرة الإسلاميين الديمقراطيين، بقلم: د. الطيب زين العابدين". www.albayan.ae. اطلع عليه بتاريخ 2025-07-14.
15. ↑  "الإسلام والتطرف الديني ... | المنتدى العالمي للوسطيه". www.wasatyea.net. اطلع عليه بتاريخ 2025-07-14.
16. ↑  Dabanga (6 يونيو 2019). "أ.د. الطيب زين العابدين: المجلس العسكري يقف عاريا وحده كما ولدته أمه! ." Dabanga Radio TV Online. اطلع عليه بتاريخ 2025-07-14.
17. ↑  Dabanga (15 أبريل 2019). "أ. د. الطيب زين العابدين: التهنئة للشعب بالظفر ومساهمة متواضعة من بعد ." Dabanga Radio TV Online. مؤرشف من الأصل في 2024-09-15. اطلع عليه بتاريخ 2025-07-14.
18. ↑  "القضايا العالقة بين السودَانَينِ.. الطريق إلى السلام أو الصراع | مركز الجزيرة للدراسات". studies.aljazeera.net. مؤرشف من الأصل في 2025-03-20. اطلع عليه بتاريخ 2025-07-14.
19. ↑  "مستقبل الحوار الوطني في السودان | مركز الجزيرة للدراسات". studies.aljazeera.net. مؤرشف من الأصل في 2025-03-20. اطلع عليه بتاريخ 2025-07-14.
20. ↑  العابدين، الطيب زين. "مؤتمر واشنطن.. تطبيع السودان مع أميركا". الجزيرة نت. مؤرشف من الأصل في 2024-07-24. اطلع عليه بتاريخ 2025-07-14.
21. ↑  Mohamed.dibo. "الحريات لا الإرهاب جوهر النزاع في الخليج". العربي الجديد (بar-AR). Archived from the original on 2023-03-16. Retrieved 2025-07-15.{{استشهاد بخبر}}:  صيانة الاستشهاد: لغة غير مدعومة (link)
22. ↑  الطيب زين العابدين (17 مارس 2019). "قراءة في تشكيلة حكومة البشير القديمة/ الجديدة". التغيير. صحيفة التغيير الإلكترونية. اطلع عليه بتاريخ 2025-07-15.{{استشهاد ويب}}:  صيانة الاستشهاد: url-status (link)
23. ↑  "المهدي ينعي الأستاذ الدكتور الطيب زين العابدين | الإمام الصادق المهدي". www.alsadigalmahdi.com. 14 مايو 2020. مؤرشف من الأصل في 2023-02-06. اطلع عليه بتاريخ 2025-07-14.
24. ↑  "الطيب زين العابدين: سموق المبدئية". ssc-sudan.org (بالإنجليزية). Retrieved 2025-07-14.
25. ↑  "رئيس الوزراء ينعي البروفيسور الطيب زين العابدين". باج نيوز. 13 يوليو 2025. اطلع عليه بتاريخ 2025-07-14.
26. ↑  Osama، يقول (15 مايو 2020). "وزير الثقافة والإعلام ينعي البروفيسور الطيب زين العابدين - النيلين". www.alnilin.com. مؤرشف من الأصل في 2020-05-27. اطلع عليه بتاريخ 2025-07-14.
27. ↑  "الطيب زين العابدين ( 1939–2020م)". صحيفة السوداني. 15 مايو 2020. اطلع عليه بتاريخ 2025-07-14.
28. ↑  البلد، يقول ود (15 مايو 2020). "الطيب زين العابدين (1939-2020) - النيلين". www.alnilin.com. مؤرشف من الأصل في 2020-05-27. اطلع عليه بتاريخ 2025-07-14.
29. ↑  "الاتحاد العالمي لعلماء المسلمين ينعى الدكتور الطيب زين العابدين". الاتحاد العالمي لعلماء المسلمين. 16 مايو 2020. مؤرشف من الأصل في 2020-05-16. اطلع عليه بتاريخ 2025-07-14.

## روابط خارجية
- مؤتمرالعرب والقرن الأفريقي-جلسة4 – المركز العربى
- برنامج في الميدان الشرقى - قناة أم درمان
- برنامج مراجعات - قناة النيل الأزرق